# Ле-Кильо
Ле-Кильо́ (фр. Le Quillio, брет. Ar C'hillioù) — коммуна во Франции, находится в регионе Бретань. Департамент — Кот-д’Армор. Входит в состав кантона Мюр-де-Бретань. Округ коммуны — Сен-Бриё.
Код INSEE коммуны — 22260.

## География
Коммуна расположена приблизительно в 400 км к западу от Парижа, в 95 км западнее Ренна, в 32 км к югу от Сен-Бриё.
Вдоль восточной границы коммуны протекает река Уст.

## Население
Население коммуны на 2016 год составляло 553 человека.
| 1962 | 1968 | 1975 | 1982 | 1990 | 1999 | 2010 | 2016 |
| ---- | ---- | ---- | ---- | ---- | ---- | ---- | ---- |
| 634  | 706  | 657  | 613  | 542  | 553  | 545  | 553  |

## Администрация
| Период | Период | Фамилия              | Партия | Примечания |
| ------ | ------ | -------------------- | ------ | ---------- |
| 2001   | 2008   | Мари-Тереза Ле Потье |        |            |
| 2008   |        | Ксавье Амон          |        |            |

## Экономика
В 2007 году среди 275 человек в трудоспособном возрасте (15—64 лет) 193 были экономически активными, 82 — неактивными (показатель активности — 70,2 %, в 1999 году было 70,7 %). Из 193 активных работали 178 человек (101 мужчина и 77 женщин), безработных было 15 (9 мужчин и 6 женщин). Среди 82 неактивных 22 человека были учениками или студентами, 36 — пенсионерами, 24 были неактивными по другим причинам.

## Достопримечательности
- Церковь Нотр-Дам (XVI век). Исторический памятник с 1912 года[3]
- Кромлех Лорет (эпоха неолита). Исторический памятник с 1926 года[4]

## Фотогалерея

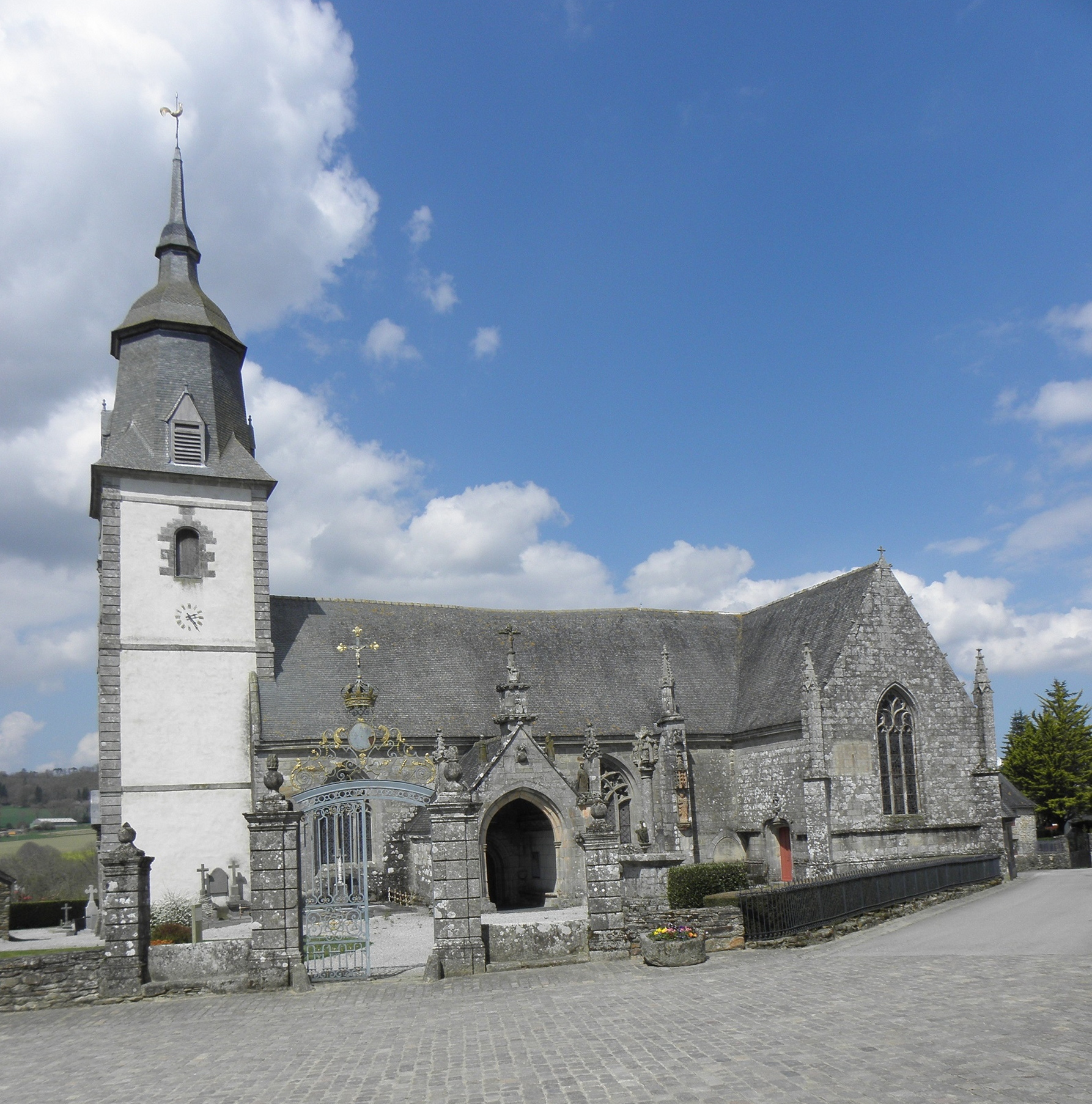
Церковь Нотр-Дам
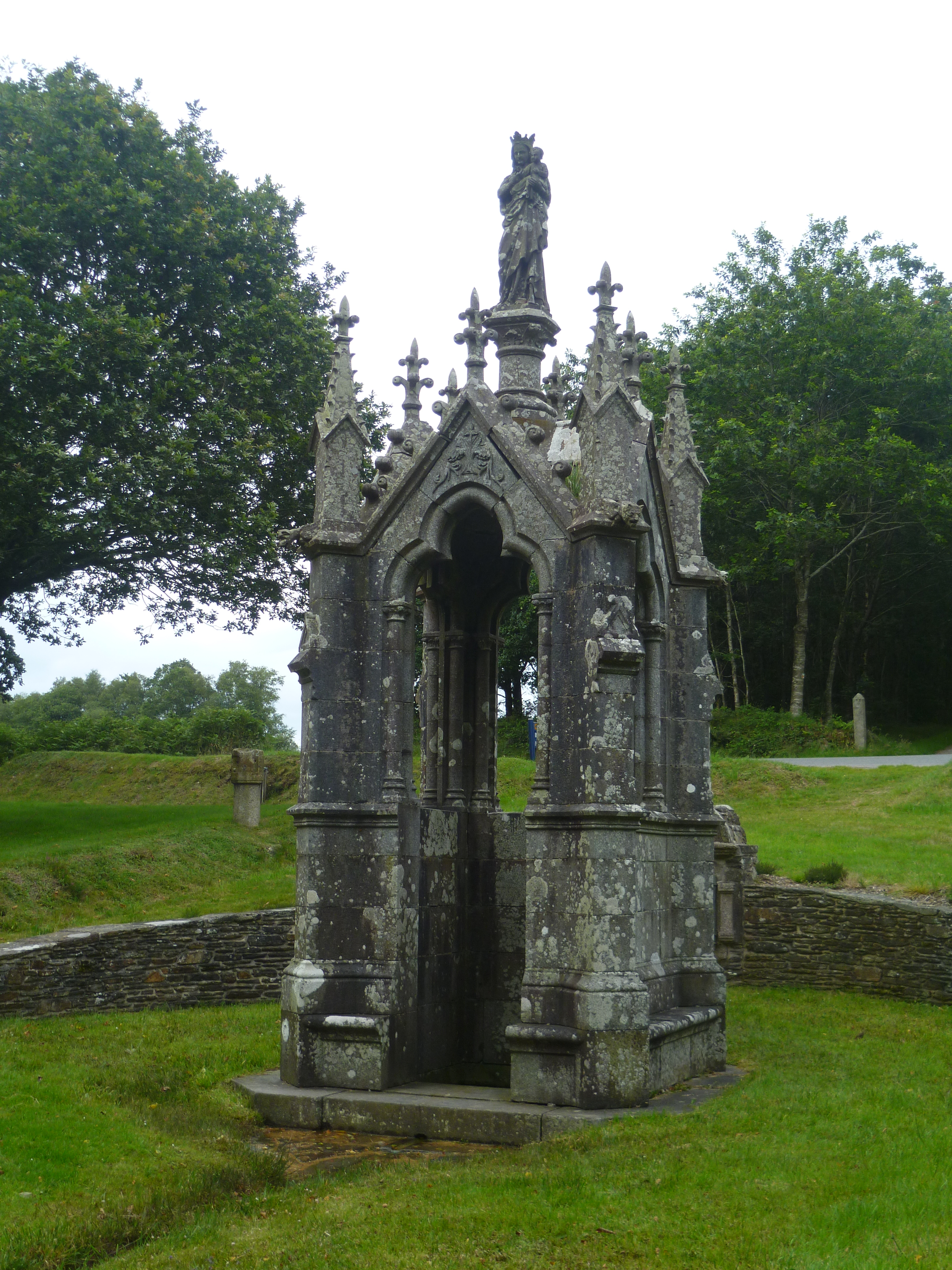
Фонтан Нотр-Дам
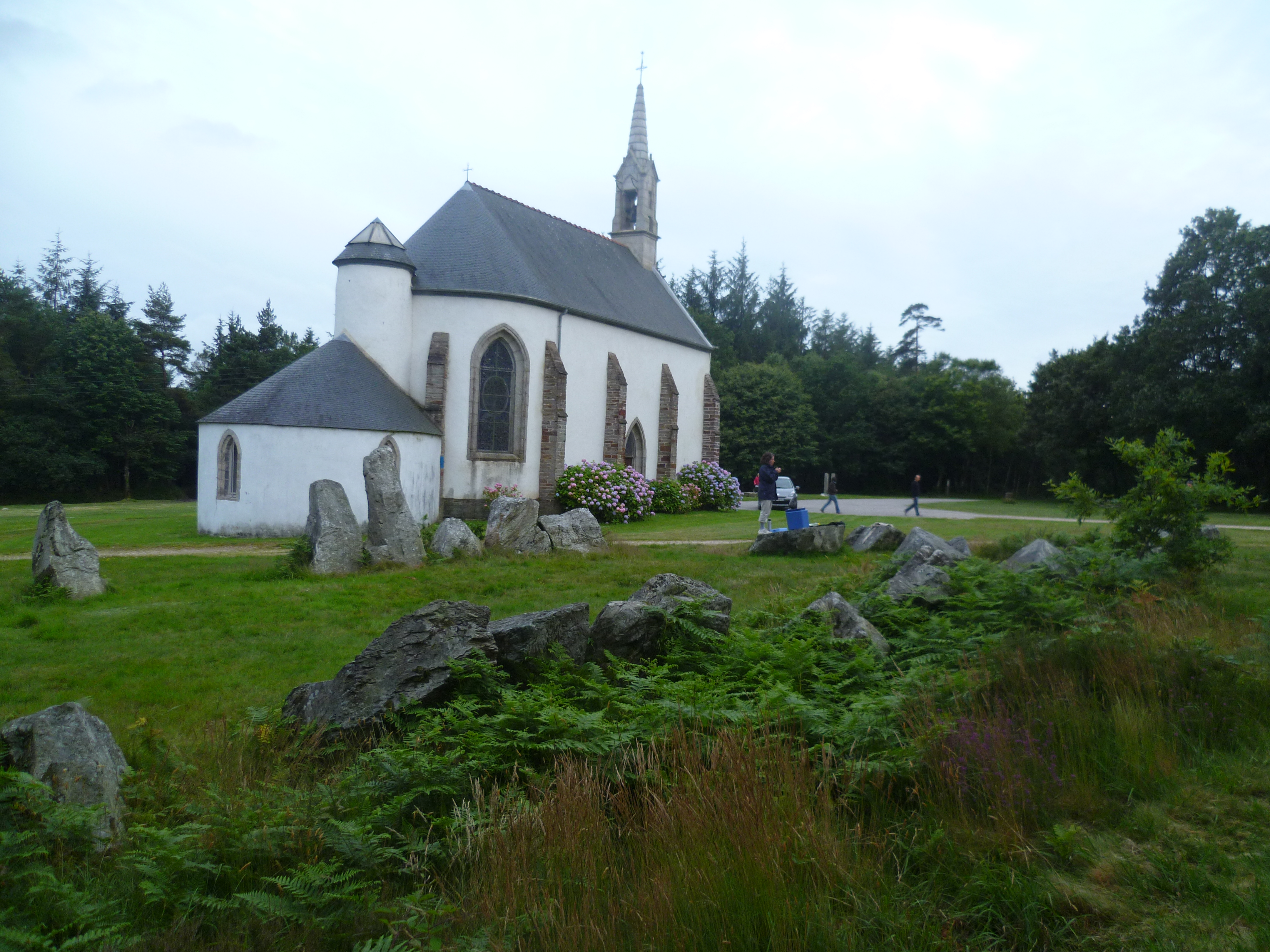
Кромлех Лорет
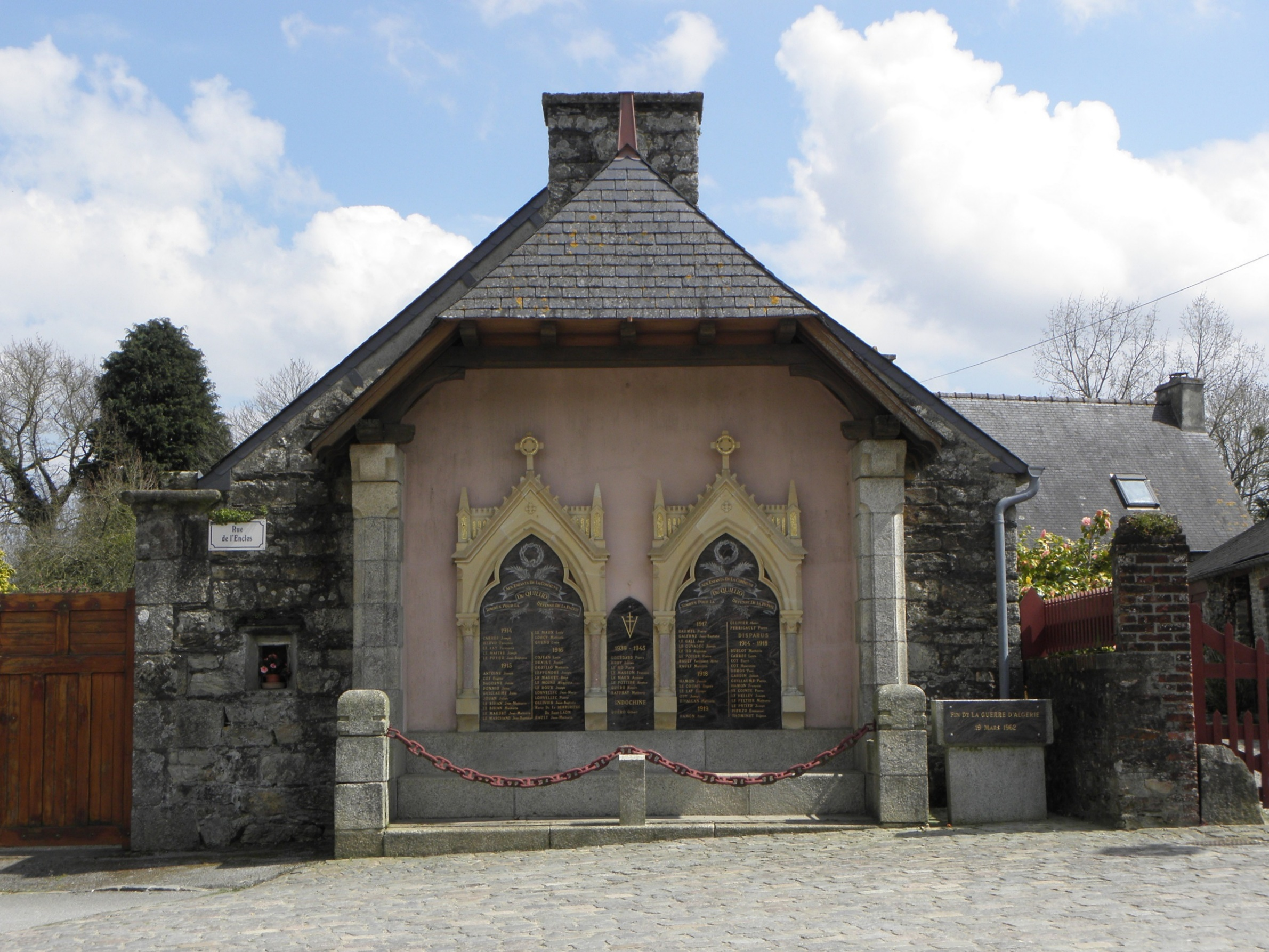
Военный мемориал